# Деспіна Олімпіу
Деспіна Олімпіу (грец. Δέσποινα Ολυμπίου, англ. Despina Olympiou 17 жовтня 1975, Лімасол, Кіпр) — кіпріотська та грецька попспівачка.

## Біографія
Співом почала займатись в ранні роки. Грі на фортепіано та музичній теорії навчалась у Триніті-коледжі в Лондоні. 1992 року почала співати професійно на Кіпрі. 1994 року вона відвідала Афіни задля співпраці з Яннісом Паріосом. Пізніше співпрацювала з провідними грецькими музикантами, зокрема із Харіс Алексіу, Йоргос Даларас, Міхаліс Хатзіянніс, Маноліс Лідакіс, Дімітріс Мітропанос, Пантеліс Таласінос, Костас Македонас тощо.
Її перший альбом вийшов в 2000 році, під назвою «Των Ματιών σου η Καλημέρα», на слова Іліаса Катсуліса і музику Пантеліс Талассіноса, Маноліса Лідакіса та ін. Влітку 2003 року вона гастролювала з Міхаліс Хатзіяннісом із концертами по всій Греції і за кордоном. За цей час вона випустила сингл «'Βάλε Μουσική», який було продано понад 25-тисячним тиражем.
Влітку 2004 року вона випустила свій другий альбом під назвою особистого «Έχουμε Λόγο», який включив пісні Міхаліса Хатзіянніса, Такіса Вурмаса, Елені Зіога, Костаса Валтазаніса. Взимку 2005 року вона випустила свій третій альбом під назвою «Αυτό Είναι Αγάπη» з музикою і віршами Йоргоса й Александроса Пантеліасів.
Деспіна Олімпіу пізніше співпрацювала із Анною Віссі, Йоргосом Даларасом і Міхалісом Хатзіяннісом в США і в Канаді. У березні 2007 року вона випустила CD синглу «Πες το δυνατά», який мав значний успіх, його пісні увійшли в четвертий альбом під назвою «Μαζί — χωριστά», який став золотим. На початку січня 2009 року Деспіна Олімпіу заручилась із Міхалісом Хатзіяннісом, проте 2010 року пара розлучилась.
2012 року після річної перерви Деспіна Олімпіу повернулась на сцену із новими піснями композитора Янніса Христодулопулоса, зокрема «Να είσαι καλά», дуетами із Йоргосом Пападопулосом та Stereo Mike.

## Участь у пісенному конкурсі Євробачення 2013
Мовна корпорація Республіки Кіпр (Cyprus Broadcasting Corporation) обрала Деспіну Олімпіу представницею Кіпру на 58-му конкурсі пісні Євробачення, який відбувся в Мальме, Швеція 14, 16 і 18 травня. Конкурсна пісня — балада з текстом грецькою мовою, була представлена громадськості Кіпру на телебаченні та радіо в середині лютого. Композитор пісні — Андреас Георгаліс, автор тексту — Зенон Зінтіліс. Спонсор — Cyta mobile Vodafone.

## Дискографія
- «Των Ματιών σου η Καλημέρα» (2000)
- «Βάλε μουσική» (2003)
- «Έχουμε Λόγο» (2004)
- «Αυτό Είναι Αγάπη» (2005)
- «Μαζί — χωριστά» (2007)
- «Μαζί — χωριστά» Golden Edition (2008)
- «Μια Στιγμή» (2009)
- «Μικρά μυστικά» (2013)